# NGC 86
NGC 85 è una galassia lenticolare situata nella costellazione di Andromeda.
La galassia è stata scoperta il 14 novembre 1884 dall'astronomo francese Guillaume Bigourdan.
Ha una magnitudine apparente di 14,9 e la sua distanza dal nostro sistema solare è stimata tra 250 e 275 milioni di anni luce.

## Gruppo di NGC 80
NGC 86 fa parte del Gruppo di NGC 80, che comprende numerose galassie situate nella costellazione di Andromeda. La distanza media di questo gruppo di galassie e la nostra Via Lattea è di circa 79,8 megaparsec.
Il gruppo comprende le galassie NGC 80, NGC 81, NGC 84, NGC 85, NGC 86, IC 1541, IC 1548, MCG 01-02-10 (PGC 1384), CGCG 479-014B (PGC 1662109) e UCM 18+2216 (PGC 1671888).
Secondo alcuni studi anche la galassia NGC 79 farebbe parte del Gruppo di NGC 80.
Secondo il database NASA/IPAC, NGC 90 e NGC 93 formano una coppia di galassie interagenti e, data la loro distanza dalla nostra galassia, potrebbero anch'esse far parte del gruppo di NGC 80. Altri autori includono anche IC 1546, la galassia posta a sinistra di NGC 85 nel medesimo gruppo. Data la sua prossimità a NGC 85, IC 1546 viene a volte indicata anche come NGC 85B.